# خطوط شمال الصين الجوية الرحلة 6136
خطوط شمال الصين الجوية الرحلة 6136 (أيضا حادث طائرة خليج بوهاي) طائرة ماكدونل دوغلاس إم دي-82 كانت متجهة من بكين إلي داليان وكانت تحمل علي متنها 103 راكبا و9 من أفراد الطاقم في 7 مايو 2002 وبينما كانت تقترب للهبوط في داليان قام أحد الركاب بإحراق الممتلكات مما أدي إلي تحطمها في خليج بوهاي ومقتل جميع الركاب والطاقم البالغ عددهم 112 شخصا.

## الجنسيات
| البلد            | الركاب | الطاقم |
| ---------------- | ------ | ------ |
| الصين            | 86     | 9      |
| اليابان          | 2      | 0      |
| إيطاليا          | 2      | 0      |
| إندونيسيا        | 1      | 0      |
| سنغافورة         | 1      | 0      |
| هونغ كونغ        | 1      | 0      |
| الولايات المتحدة | 1      | 0      |
| العدد            | 103    | 9      |